# Maestro del Dipylon

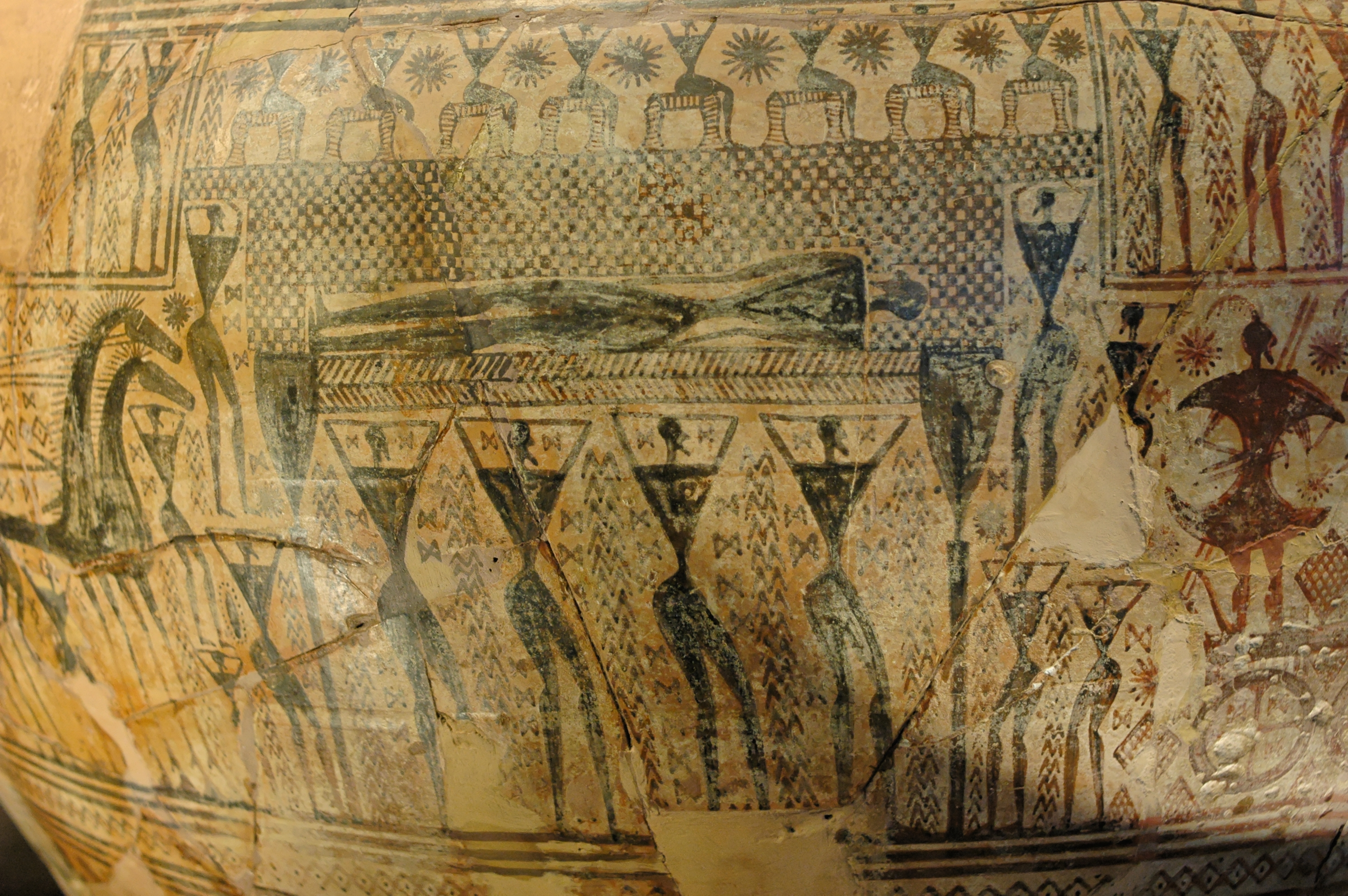
Particolare con scena di próthesis e compianto funebre, da un'anfora del 750 a.C. circa, dal Dipylon di Atene, conservato al museo del Louvre di Parigi (A 517, acquistato nel 1884)

Maestro del Dipylon o Pittore della Dipylon-Anfora (fl. tra il 760 e il 735 a.C. circa) è stato un ceramografo greco antico il cui nome convenzionale deriva dalla grande anfora proveniente dalla necropoli di Atene, fu esponente principale del tardo geometrico e una delle prime personalità individuabili nella tradizione figurativa greca.

## Attività
Nella sua bottega furono prodotti alcuni dei più grandi vasi funerari, utilizzati come segnacolo per le sepolture nella necropoli del Dipylon, dal quale ha ripreso il suo nome convenzionale. Alla sua bottega sono state attribuite circa 50 opere e sette sono state ricondotte alla sua mano.
Il processo astraente che aveva portato la figura umana e le narrazioni ad essa connesse ad essere totalmente inglobate nella decorazione geometrica, pur mantenendo le proprie funzioni nobilitanti e rappresentative, era stato condotto da questo grande ceramografo e dalla sua bottega al limite delle possibilità espressive; lo "stile del Dipylon" era in se stesso destinato a dominare la scena per breve tempo. L'ultimo dei suoi più stretti collaboratori smise di dipingere intorno al 735 a.C., solo venticinque anni dopo che la carriera del Maestro del Dipylon era iniziata.

## Stile
I personaggi sono rappresentati con braccia e busto frontali e gambe di profilo, mentre nella rappresentazione delle bighe dei cortei funebri sono mostrate entrambe le ruote e tutte le otto zampe dei due cavalli. A differenza che in altre scene, nessun personaggio si sovrappone a un altro per riempire gli spazi vuoti, ma le parti della scena immaginate più lontane sono inserite in un registro sovrapposto.

## Opere attribuite
- Anfora funeraria ateniese, tardo geometrico I,  760-750 a.C. circa, silhouette su terracotta, h 155 cm., Atene, Museo archeologico nazionale 804. Provenienza: necropoli del Dipylon, Atene.[3][4][5]
- Cratere funerario ateniese frammentario, tardo geometrico I, 750 a.C. circa, silhouette su terracotta, w 58 cm., Parigi, Museo del Louvre A 517. Provenienza: necropoli del Dipylon, Atene.[5][6][7]
- Anfora funeraria ateniese frammentaria, tardo geometrico I, silhouette su terracotta, Parigi, Museo del Louvre A 516.[5][8]
- Anfora funeraria ateniese, tardo geometrico I, Atene, Museo archeologico nazionale 803. Provenienza: necropoli del Dipylon.[5][9]
- Oinochoe ateniese, tardo geometrico I, Atene, Museo archeologico nazionale 811. Provenienza: necropoli del Dipylon.[5][10]
- Brocca ateniese, tardo geometrico I, Atene, Museo archeologico nazionale 812.[5][11]
- Anfora ateniese frammentaria, tardo geometrico I, Atene, Museo dell'Agorà P 7024.[5][12][13]